# Станак
Станак (в оригіналі босанчицею: Сmɖɴɖк; Serbo-Croatian Cyrillic: Станак) — найпоширеніша назва для позначення зборів знаті в середньовічній Боснії. Асамблея була також відома як Rusag (від угорського слова orszag, що означає «країна»), Zbor, Sva Bosna (що означає «Вся Боснія») або просто Bosna, при цьому офіційні особи Республіки Рагуза використовували кілька латинських термінів. Термін станак вперше засвідчений у грамоті Твртко I 1354 року. Пік його впливу припав на 1390-1420-ті роки. Сербський історик Сіма Чиркович та більшість інших югославських вчених вважали, що існування станку довело єдність і почуття приналежності до боснійської ідентичності та цілісності, але також ілюструвало слабкість монарха та децентралізацію держави, як стверджував Американський колега Джон Ван Антверп Файн-молодший.
Правом брати участь у засіданнях станаку користувався кожен боснійський князь, від магнатів до дрібних сеньйорів, відомих разом як vlastela, але остаточна влада належала вищій знаті. Станак скликався за потреби, як правило, правителем, який головував на ньому та керував його засіданнями. Якщо чоловікові, його дружині дозволялося бути присутніми, але дітям — ні. Боснійське церковне духовенство, яке не належало до vlastela, також було заборонено, але впливало на прийняття рішень у станку через пов'язаних з ними великих лордів. Магнати країни самі скликали станок, коли країна переживала серйозніші внутрішні проблеми, такі як криза престолонаслідування чи повалення правителя, внутрішні конфлікти чи війни. Зазвичай це відбувалося всюди, де монарх мав суд: у Міле, Мілодражі, Бобоваці, Кралевій Сутьєсці та Яйце.
Станок користувався великою силою і авторитетом; він обговорював такі питання, як обрання нового короля або королеви та коронація, зовнішня політика, продаж або поступка території, укладення та підписання договорів із сусідніми країнами та військові питання. Хартії, видані монархами, відображали рішення, прийняті станком ; у міру ослаблення королівської влади влада станаків зростала.